# Rotary klub Logatec
Rotary klub Logatec (RC Logatec) je bil ustanovljen 25. maja 2011 in tako postal devetnajsti Slovenski član Rotary Internacional distrikta, 1912 Slovenija. Charter je potekal v Postojnski jami. Prvi in ustanovitveni predsednik kluba je bil Milan Krajnc. 

## Boter in boterski klub
Boter kluba je Boris Kozlevčar, član Rotary kluba Ljubljana Center.

## Dobrodelni projekti
Leta 2012 je RC Logatec prvič organiziral večjo dobrodelno konferenco POPR (POPR - Pomagajmo Ogroženim Premagajmo Recesijo), ki se je odvijala v Kristalni palači BTC, Ljubljana. V enakem obsegu je potekala Konferenca POPR leta 2013.   
V vetrovniku Aerodium Logatec leta 2016, 2017 in 2018 je RC Logatec organiziral dobrodelne dogodke, kjer so bila zbrana sredstva namenjena organizaciji tabora za otroke iz socialno ogroženih družin iz OŠ 8 talcev Logatec. 
Skupni projekt RC Logatec in RC Ljubljana Center leta 2017 je bila konferenca Digitalna transformacija 2017. Zbrana denarna sredstva so bila namenjena za organizacijo tabora v Čezsoči in projekt Kolometrija. 

### Vetrovnik
Projekt Vetrovnik je bil izveden aprila 2024. Izveden je bil v vetrovniku Aerodium, Logatec. Zbrana sredstva na dogodku so bila novembra, 2024 predana ravnateljici OŠ 8 talcev Logatec.

### Podari trenutek
RC Logatec se je pridružil rotarijskem projektu Podari trenutek, kjer je Nežka Kukec izvedla predstavo za otroke Pikine norčije, na OŠ 8 talcev Logatec.

## Predsedniki
- 2010 - 2011 Milan Krajnc
- 2011 - 2012 Simon Meglič[4]
- 2012 - 2013 Uroš Ferlin[10]
- 2013 - 2014 Uroš Klopčič
- 2014 - 2015 Matija Jamnik
- 2015 - 2016 Igor Petek
- 2016 - 2017 Matjaž Ribaš
- 2017 - 2018 Matjaž Škoda
- 2018 - 2019 Dime Temkov[11][12]

## Častni član
Leta 2017 je bil za častnega člana imenovan Vasja Ulrih.

## Pobrateni klubi
- Rotary klub Bitola Širok Sokak, Makedonija.